# Шантелуп (Ер)
Шантелуп (фр. Chanteloup) насеље је и општина у северној Француској у региону Горња Нормандија, у департману Ер која припада префектури Евре.
По подацима из 2011. године у општини је живело 89 становника, а густина насељености је износила 21,19 становника/km². Општина се простире на површини од 4,2 km². Налази се на средњој надморској висини од 164 метара (максималној 173 m, а минималној 149 m).

## Демографија
| 1962. | 1968. | 1975. | 1982. | 1990. | 1999. | 2011. |
| ----- | ----- | ----- | ----- | ----- | ----- | ----- |
| 52    | 69    | 45    | 47    | 52    | 60    | 89    |

График промене броја становника у току последњих година